# Leon Kulczyński
Leon Kulczyński (ur. 5 sierpnia 1847 w Krakowie, zm. 8 lub 9 października 1932 tamże) – polski nauczyciel.

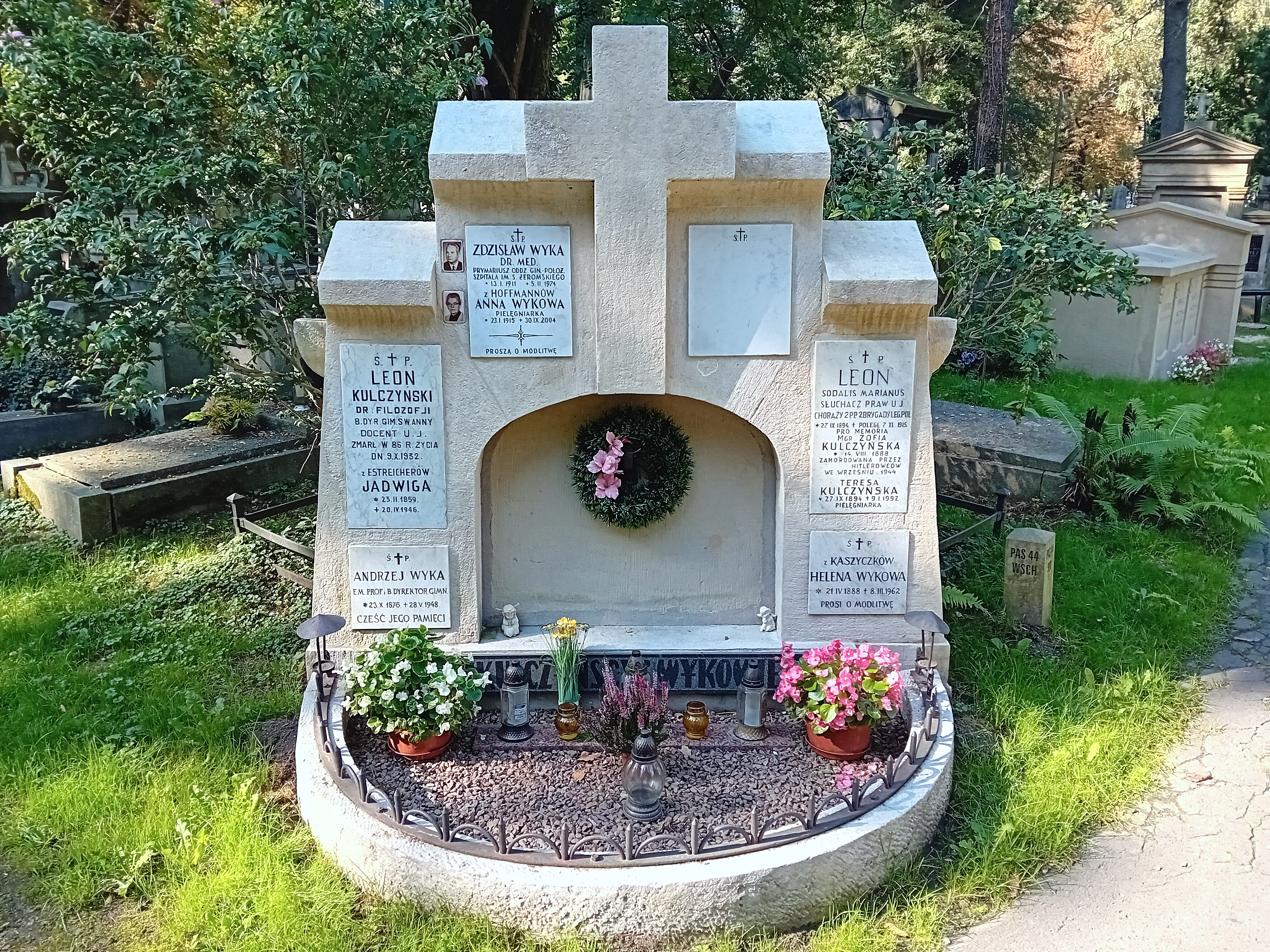
Grobowiec Kulczyńskich i Wyków

## Życiorys
Urodził się 5 sierpnia 1847 w Krakowie. Pochodził z rodziny mieszczańskiej. Był synem Leona (prowadził jadłodajnię prywatną dla studentów i pracowników umysłowych) i Joanny z domu Frech. Miał cztery siostry oraz czterech braci, którymi byli: Władysław (1854–1919, nauczyciel, naukowiec), Jan (lekarz), Franciszek (adwokat) i Józef (kupiec).
W 1867 ukończył Gimnazjum św. Anny w Krakowie, potem studia wyższe na Wydziale Filozoficznym Uniwersytetu Jagiellońskiego, uzyskując stopień doktora filozofii. Podjął pracę nauczyciela od 12 kwietnia 1872. Egzamin zawodowy złożył 11 czerwca 1873. Został mianowany nauczycielem rzeczywistym 6 września 1873. Otrzymał VI rangę w zawodzie od 1 stycznia 1900. Był docentem prywatnym pedagogii na UJ.
Od początku pracy nauczycielskiej był zatrudniony w macierzystym Gimnazjum św. Anny z trzyletnią przerwę na pracę w krakowskim III Gimnazjum, skąd ze stanowiska nauczyciela tamże został awansowany na stanowisko dyrektora Gimnazjum św. Anny w Krakowie decyzją z 27 października 1887. 22 listopada tego też roku objął kierownictwo szkoły. Funkcję pełnił przez kolejne lata. Był członkiem komisji Akademii Umiejętności do badań historii literatury i oświaty w Polsce. Rozporządzeniem Ministra Wyznań i Oświecenia został pozostawiony na stanowisku dyrektora mimo 70 lat. W szkole uczył języka greckiego. Otrzymał tytuł c.k. radcy rządu. 12 grudnia 1922 urządzono jego pożegnanie w macierzystym gimnazjum.
Zmarł 8 lub 9 października 1932 w Krakowie. Został pochowany na cmentarzu Rakowickim (pas 44; w tym samym miejscu spoczął inny profesor gimnazjalny Andrzej Wyka).
Ożenił się z Jadwigą (1859–1946), najstarszą córką Karola Estreichera (st.). Ich dziećmi byli: Maria (1880–1908, żona Teodora Hoffmana), Bronisława (1882–1965, żona Ignacego Steina), Jadwiga (1886–1943, żona Teodora Hoffmana), Zofia (1888–1944) oraz bliźniaki: Leon (1894–1915, absolwent Gimnazjum św. Anny, legionista poległy podczas I wojny światowej) i Teresa (1894–1992).

## Publikacje
- Kilka słów o M. K. Sarbiewskim szczególnie w stosunku do Horacyusza (1875)
- Wykształcenie nauczycieli gimnazyalnych (1883)
- Konferencya dyrektorów szkół średnich galicyjskich (1893)
- Wystawa we Lwowie w 1894 r. Szkoły (1894)
- Obrady w sprawie reformy szkół średnich we Lwowie w październiku r. 1898 (1899)
- Praktyczny kurs kształcenia nauczycieli szkół średnich (1906)
- Sprawozdania szkolne Gimnazjum św. Anny

## Odznaczenia
austro-węgierskie
- Krzyż Kawalerski Orderu Franciszka Józefa (1894)[1][7][18][19].
- Medal Jubileuszowy Pamiątkowy dla Cywilnych Funkcjonariuszów Państwowych[7].
- Krzyż Jubileuszowy dla Cywilnych Funkcjonariuszów Państwowych[7].